# Q (časopis)
Q je časopis o populární hudbě vydávaný měsíčně ve Spojeném království.
Jeho zakladatelé Mark Ellen a David Hepworth byli zděšeni stavem tehdejšího hudebního tisku, o kterém si mysleli, že ignoruje generaci starších lidí, kteří nakupují CD – v té době stále novou technologii. Q se od ostatního hudebního tisku lišil tím, že byl měsíčník, a vysokou úrovní fotografie a tisku. Původně se měl časopis jmenovat Cue, ale název byl změněn, aby nebyl omylem pokládán za časopis o snookeru. Další důvod, uvedený ve dvoustém vydání, byl ten, že jednopísmenný název bude na novinových stáncích více nápadný.
V lednu 2008 prodala EMAP magazín Q společnosti Bauer Media Group.
Poslední číslo časopisu vyšlo v červenci 2020. V roce 2023 byl magazín obnoven coby online publikace.

## Kritika
Někteří kritici a čtenáři se domnívají, že časopis ztratil svou břitkost a nyní hraje na jistotu co se týká témat článků a zaměřuje se více na oblíbenost kapel než na jejich hudbu.  Jako zlomový bod je považováno pětihvězdičkové hodnocení alba Oasis Be Here Now (1997), které bylo obecně velmi kritizováno a následně samotným skladatelem Oasis Noelem Gallagherem zavrhnuto.